# 大韓帝国の国章
大韓帝国(現在の大韓民国と現在の朝鮮民主主義人民共和国）の国章または李花紋（ハングル: 이화문）は大韓帝国の紋章の1つ。もともとは朝鮮王室の紋章であり、その後、大韓帝国の紋章として使用された。紋章はスモモの花（이화）。李氏朝鮮王朝の王家で大韓帝国の皇族であった全州李氏の一族の紋章として使われている。

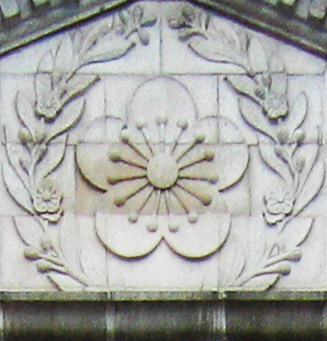
ソウルの徳寿宮
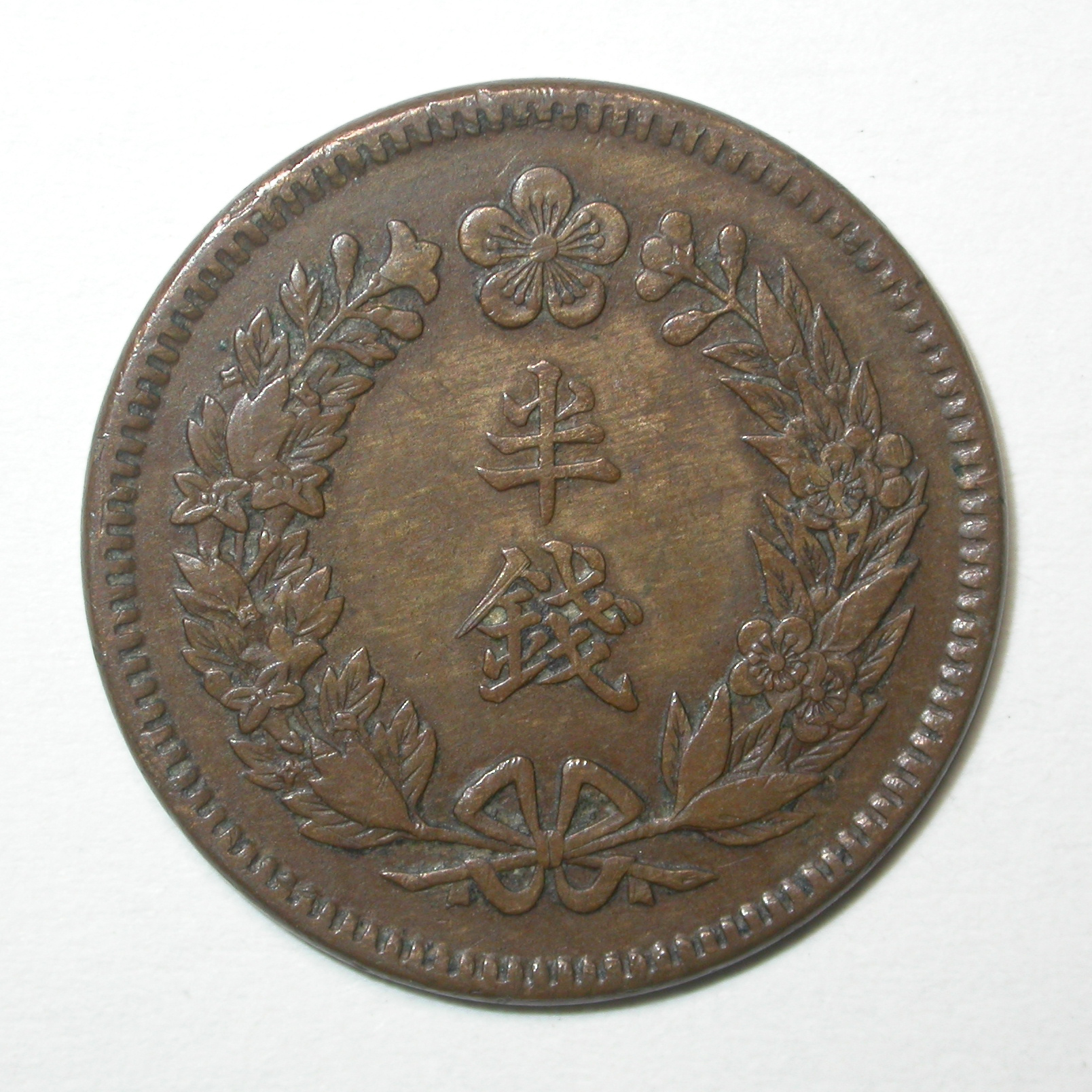
半銭大型青銅貨(1909年)。